# Cypra
Cypra là một chi bướm đêm thuộc họ Geometridae.

## Các loài
- Cypra delicatula Boisduval, 1832